# Neuvireuil
Neuvireuil är en kommun i departementet Pas-de-Calais i regionen Hauts-de-France i norra Frankrike. Kommunen ligger i kantonen Vimy som tillhör arrondissementet Arras. År 2022 hade Neuvireuil 575 invånare.

## Befolkningsutveckling
Antalet invånare i kommunen Neuvireuil
| Referens: INSEE |